# 河野克巳
河野 克巳（かわの かつみ、1965年7月28日 - ）は大分県出身の元男子バレーボール選手、指導者。

## 来歴
- 愛知学院大学卒。1988年にサントリーに入社。同年にサントリーサンバーズに入団。1992年にバルセロナオリンピックに出場した。1997年に選手兼コーチとなり、2000年に引退。
- 2001年から2004年までバレーボール全日本男子のコーチを務めていた（2004年のアテネオリンピックバレーボール世界最終予選ではアナリスト）。
- 2006年からサントリーサンバーズの監督に就任。2010年に監督を退任し、ゼネラルマネージャー兼総監督に[2]。2012年よりゼネラルマネージャーを専任[3]。
- 2016年3月に28年間のバレーボールの活動に終止符を打ち、新たな道を進むことになった[4]。